# Duvslag

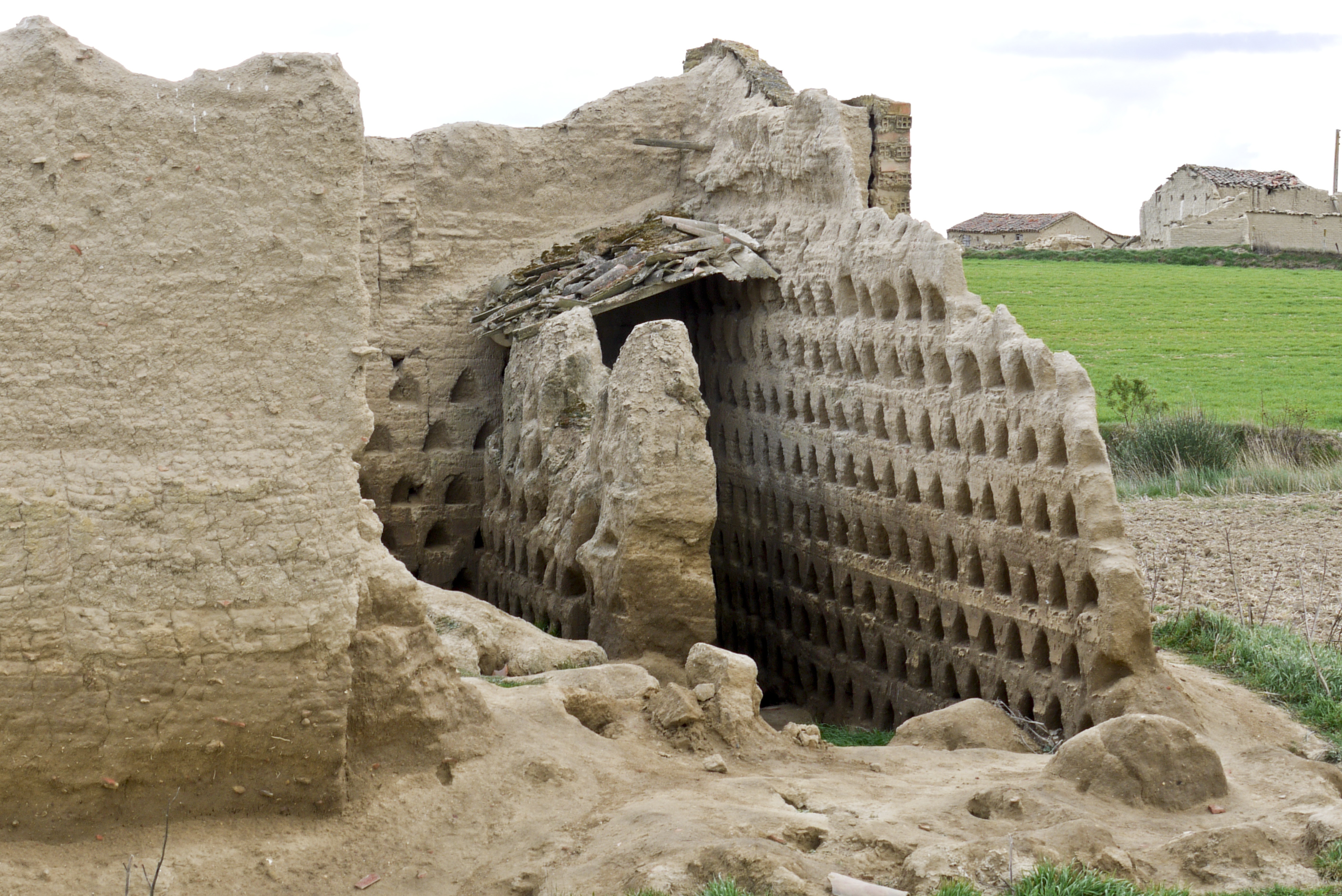
Bohyllor i ett övergivet duvslag i Spanien.

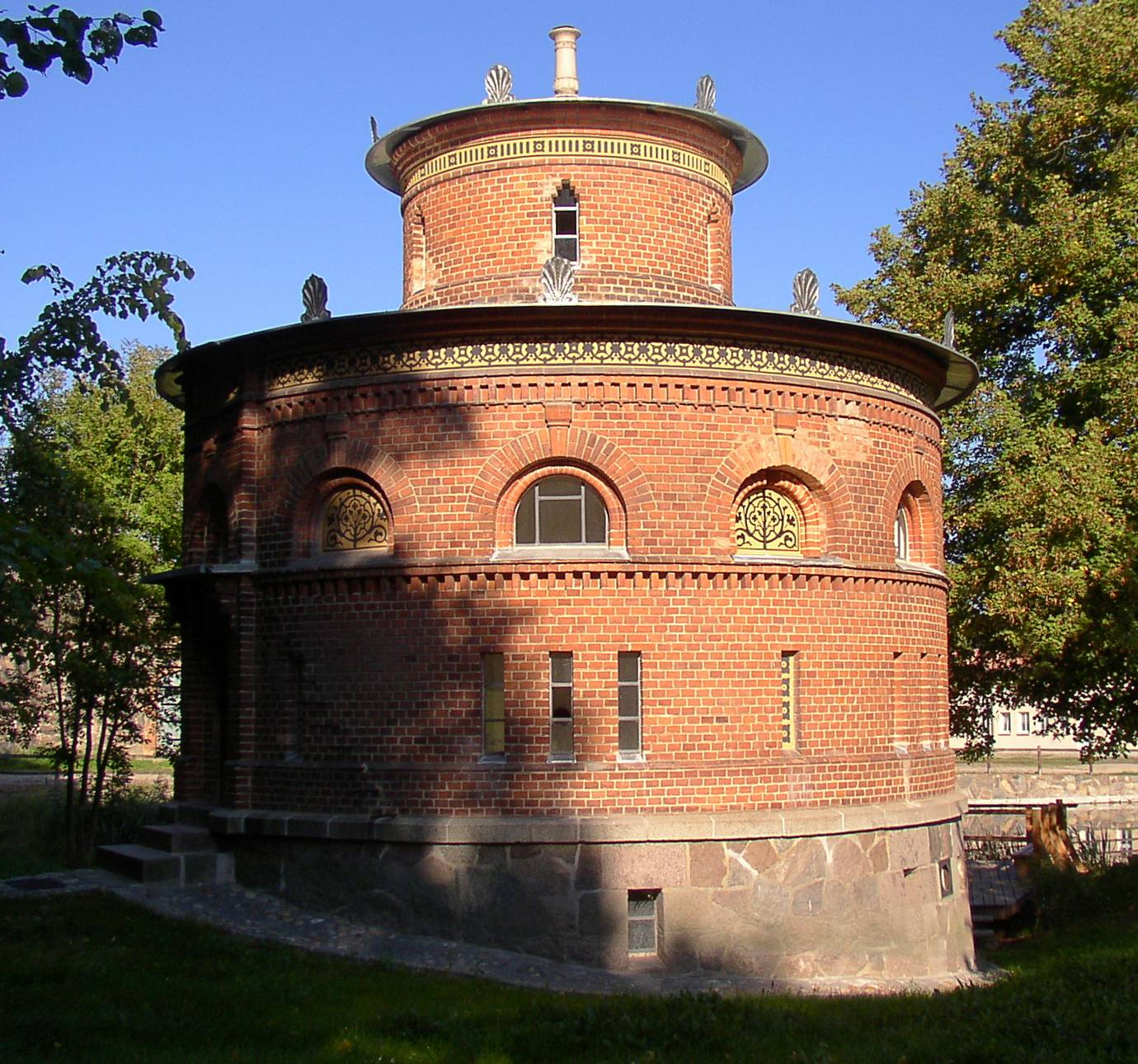
Duvslag i Tyskland.

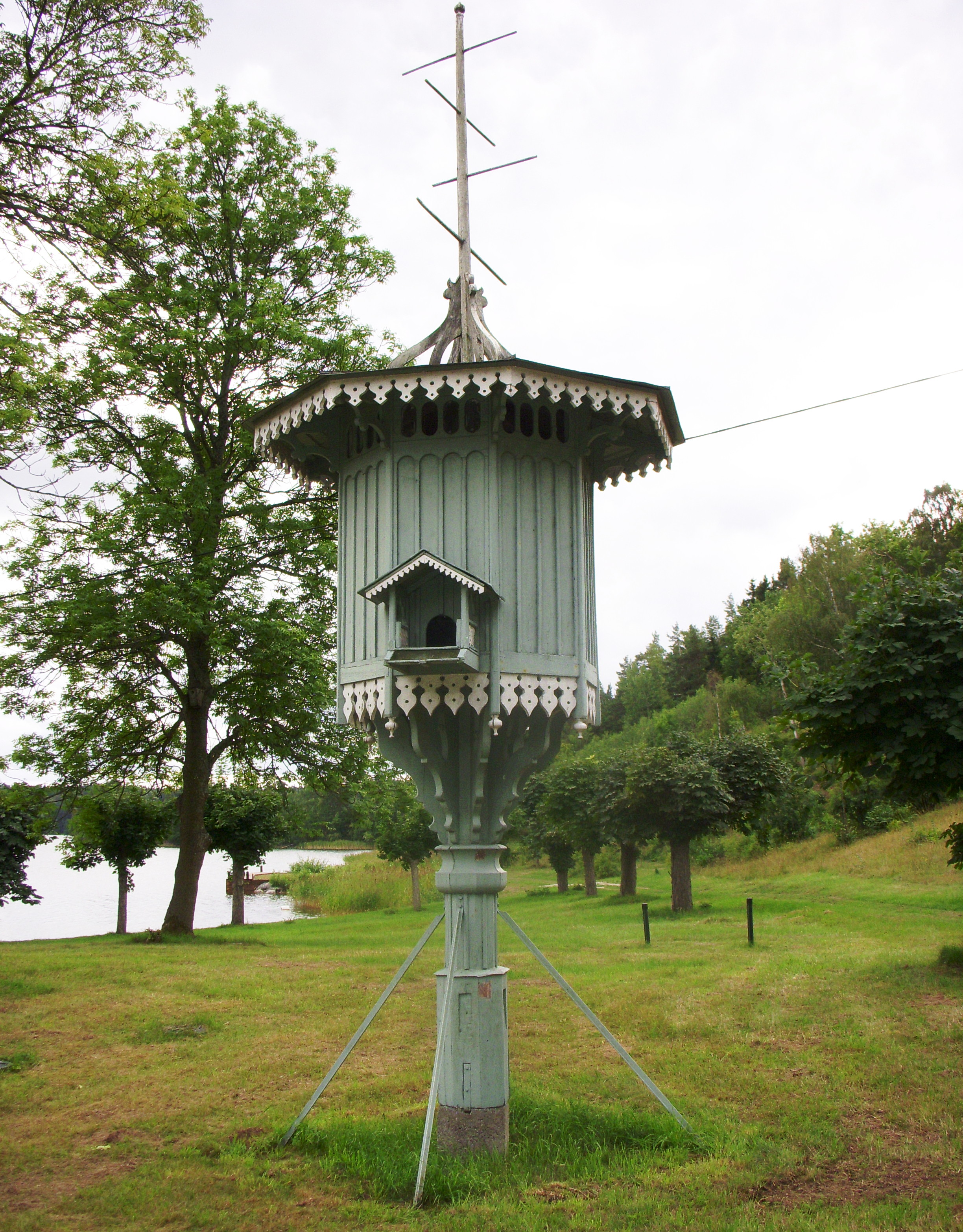
Äldre duvslag på Kärsö gård.

Duvslag är en byggnad där tamduvor hålls som husdjur.

## Historia
Redan i forntida Egypten uppfördes duvslag för domesticerade bergsduvor. Duvavel förekom även i Assyrien, Fenicien och i Antikens Grekland. Under Romerska riket spreds duvaveln i Mellaneuropa och Nordafrika. Duvslag användes huvudsakligen för produktion av värdefull gödsel och för avel av brevduvor. Under medeltiden var duvslag ofta att finna i klostergårdar eller på finare herrgårdar där adeln sysslade med duvavel som en sorts nöje och underhållning. 
Det är ett mycket vanligt inslag i den folkliga arkitekturen i området Tierra de Campos. Materialet i konstruktionen varierar efter land och region, och beror på vad som finns tillgängligt i respektive område, likaså konstruktionsformen.

## Sverige
I Sverige finns regler för hur duvslag skall vara utförda. Generellt gäller  att ett duvslag skall vara torrt, välventilerat och rymligt, men man behöver inte isolera eller ha värme i slaget. I Statens jordbruksverks "Föreskrifter och allmänna råd om villkor för hållande, uppfödning och försäljning m.m. av djur avsedda för sällskap och hobby" finns ett antal kapitel med särskilda bestämmelser för olika sällskapsdjur.  Kapitel 14 handlar om brevduvor och bilaga 1:10 talar om vilka mått som gäller för duvslag och hyllor för häckande brevduvor.
Angående utrymmet för fåglar som får flyga fritt:
- Minsta tillåtna yta = 4 kvadratmeter
- Minsta yta per fågel = 0,1 kvadratmeter
- Minsta mått på kortaste sidan = 1 meter
- Minsta höjd = 1,8 meter

Angående mått på hylla för häckande brevduvor:
- Minsta tillåtna yta = 0,2 kvadratmeter
- Minsta mått på kortaste sidan = 0,4 meter
- Minsta höjd ovanför hyllan = 0,25 meter

## Museer
- Centrum för undersökningar av duvor (Centro de Interpretación de los Palomares) och naturrum (Aula de la Naturaleza) i Villafáfila, (Zamora, Spanien).
- Centrum för undersökningar av duvor (Centro de Interpretación de los Palomares) i Santoyo, (Palencia, Spanien).
- Palomar de la Huerta Noble (”Duvslaget i Huerta Noble”) i municipio Isla Cristina (Huelva, Spanien). Konstruerat på 1700-talet och har rum för 36 000 duvor.